# Liénard-Wiechert-Potential
Die Liénard-Wiechert-Potentiale (Emil Wiechert führte unabhängig von Alfred-Marie Liénard (1898) in einem Aufsatz 1900 die nach beiden benannten Liénard-Wiechert-Potentiale einer bewegten Ladung ein) beschreiben die elektrischen und magnetischen Felder, die von einer bewegten elektrischen Punktladung erzeugt werden. Sie verallgemeinern das Coulomb-Potential, das von einer ruhenden Punktladung erzeugt wird und keinen magnetischen Anteil hat, und stellen eine Näherung an das Potential dar, welches sich durch den Doppler-Effekt bei hohen Energien einstellen würde.
Das skalare Liénard-Wiechert-Potential ist ein modifiziertes Coulomb-Potential. Das Vektorpotential, das die Information über das Magnetfeld enthält, ist im Wesentlichen das skalare Potential multipliziert mit der Teilchengeschwindigkeit.
Gegenüber dem Coulomb-Potential bestehen folgende Unterschiede:
- Die Felder, die man zum Zeitpunkt {\displaystyle t} beobachtet, werden von dem Teilchen zu einem zurückliegenden (retardierten) Zeitpunkt {\displaystyle t_{\mathrm {ret} }} erzeugt. Die Differenz {\displaystyle t-t_{\mathrm {ret} }} ist gleich der Laufzeit vom Teilchen zum Beobachter mit Lichtgeschwindigkeit.
- Es gibt einen Verstärkungsfaktor, wenn sich das Teilchen auf den Beobachter zubewegt (Abschwächungsfaktor, wenn es sich wegbewegt).  Der Verstärkungsfaktor geht gegen unendlich, wenn die Teilchengeschwindigkeit gegen die Lichtgeschwindigkeit geht.

Aus den Potentialen können die elektrische und magnetische Feldstärke durch Ableitungen nach Raum- und Zeitkoordinaten gewonnen werden (siehe auch Potentiale und Wellengleichung der Elektrodynamik). Die Feldstärken zerfallen in einen Geschwindigkeits- und einen Beschleunigungsanteil. Der Anteil, der nur die Teilchengeschwindigkeit enthält, ist in der Nähe des Teilchens stark, in großem Abstand dagegen schwach (kein Fernfeld). Der zur Beschleunigung proportionale Anteil führt zur Abstrahlung von Energie ins Unendliche.

## Die Formeln

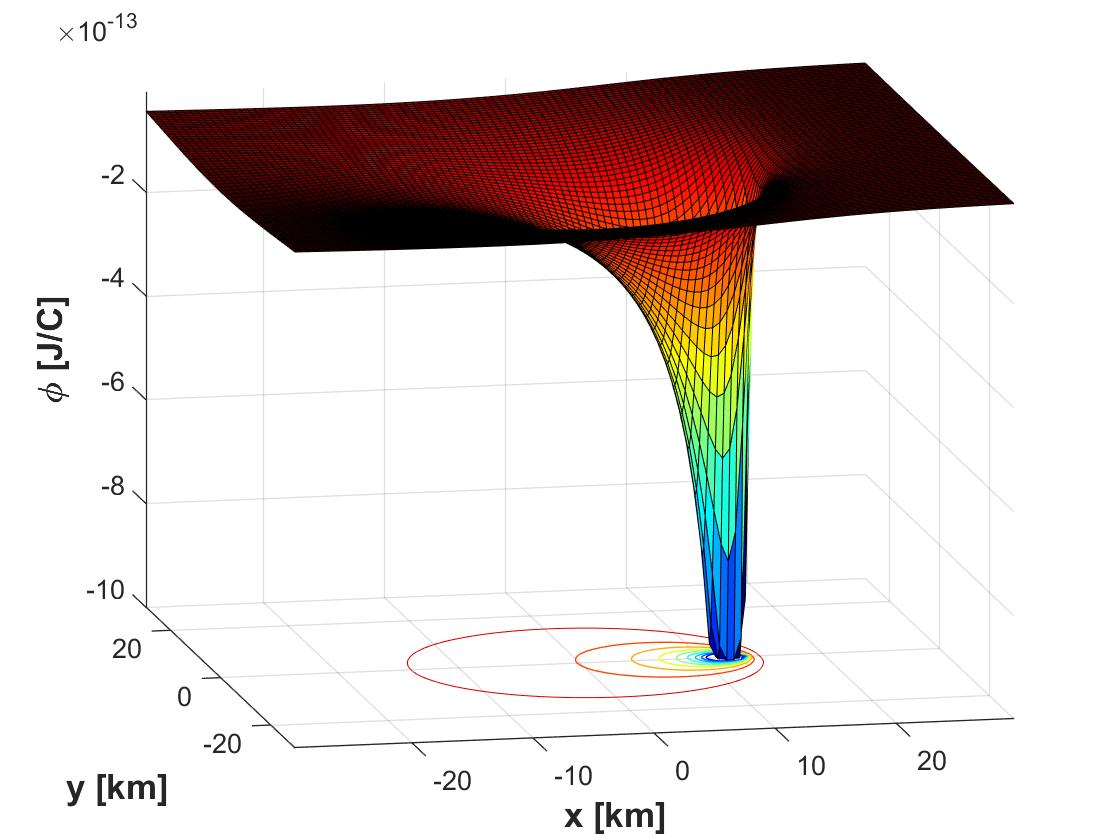
Liénard-Wiechert-Potential eines sich mit 91 Prozent der Lichtgeschwindigkeit in x-Richtung bewegenden Elektrons.

Der Ort des Teilchens wird als vorgegebene Funktion {\displaystyle {\vec {R}}(t)} betrachtet. Wie die Bahnkurve zustande kommt (etwa durch elektromagnetische Felder, die Kräfte auf das Teilchen ausüben) wird nicht in Betracht gezogen. Die Geschwindigkeit des Teilchens wird über die zeitliche Ableitung der Funktion {\displaystyle {\vec {R}}(t)} berechnet. Eine im Folgenden praktische Größe ist diese Geschwindigkeit geteilt durch die Lichtgeschwindigkeit:
{\displaystyle {\vec {\beta }}:={\frac {\dot {\vec {R}}}{c}}}
Im Internationalen Einheitensystem lauten die Liénard-Wiechert-Potentiale damit (nach Nolting, jedoch für Felder im materiefreien Raum formuliert)
{\displaystyle \Phi ({\vec {r}},t)={\frac {1}{4\pi \varepsilon _{0}}}\left[{\frac {q}{(1-{\vec {\beta }}\cdot {\vec {n}})\;|{\vec {r}}-{\vec {R}}|}}\right]_{\mathrm {ret} }\qquad \qquad {\vec {A}}({\vec {r}},t)={\frac {{\vec {\beta }}_{\mathrm {ret} }}{c}}\,\Phi ({\vec {r}},t)}
Der Index „ret“ bedeutet, dass Teilchenposition und -geschwindigkeit zum retardierten Zeitpunkt zu nehmen sind. Für den retardierten Zeitpunkt gilt die implizite Gleichung
{\displaystyle t_{\mathrm {ret} }=t-{\frac {1}{c}}|{\vec {r}}-{\vec {R}}(t_{\mathrm {ret} })|}
Abgesehen vom Spezialfall gleichförmiger Bewegung ist die Auflösung der Gleichung nach {\displaystyle t_{\mathrm {ret} }} oft nur näherungsweise möglich.
Der Vektor {\displaystyle {\vec {n}}} ist der Einheitsvektor, der vom Ort des Teilchens zum Ortsvektor {\displaystyle \,{\vec {r}}\,} zeigt. Es gilt also:
{\displaystyle {\vec {n}}={\frac {{\vec {r}}-{\vec {R}}}{|{\vec {r}}-{\vec {R}}|}}}

Bei der Erstellung von graphischen Darstellungen des Liénard-Wiechert-Potentials für eine gegebene Bahnlinie eines Teilchens ist zu beachten, dass die retardierte Zeit {\displaystyle t_{\mathrm {ret} }} für jeden Knoten {\displaystyle {\vec {r}}=(x_{ij},y_{ij})} des Zeichenrasters iterativ bestimmt werden muss. So wird jedem Knoten ein eigener retardierter Ort {\displaystyle {\vec {R}}(t_{\mathrm {ret} })} zugewiesen, von dem aus das  Teilchen sein Signal zum Zeichenknoten ausgesendet hat.

## Anwendungen

### Synchrotronstrahlung
Hierbei bewegt sich das Teilchen auf einer Kreisbahn mit einer Geschwindigkeit {\displaystyle v} nahe der Lichtgeschwindigkeit {\displaystyle c}. Der geschwindigkeitsabhängige Faktor nimmt dann bei jedem Umlauf einen hohen Spitzenwert an. Denn wenn die tangentiale Richtung der Geschwindigkeit mit der Richtung zum Beobachter übereinstimmt, d. h. wenn {\displaystyle {\dot {\vec {R}}}} parallel zu {\displaystyle {\vec {n}}} ist, dann gilt mit {\displaystyle v\approx c}
{\displaystyle {\frac {1}{1-{\textstyle {\frac {1}{c}}}{\dot {\vec {R}}}\cdot {\vec {n}}}}={\frac {1}{1-{\frac {v}{c}}}}\approx {\frac {1}{1-{\frac {v}{c}}}}\,{\frac {2}{1+{\frac {v}{c}}}}={\frac {2}{1-{\frac {v^{2}}{c^{2}}}}}=2\gamma ^{2}}
wobei {\displaystyle \gamma } den Lorentzfaktor bezeichnet. Die Potentiale und Feldstärken sind damit proportional zu {\displaystyle \gamma ^{2}}. Weil die Feldstärken quadratisch in die Strahlungsenergie eingehen (siehe Poynting-Vektor) wird die Energie der Synchrotronstrahlung proportional zu {\displaystyle \gamma ^{4}}.

### Beschleunigtes Teilchen mit niedriger Geschwindigkeit in großer Entfernung
Niedrige Geschwindigkeit hat man zum Beispiel am Beginn eines Beschleunigungsvorganges. Große Entfernungen sind der Bereich, der für  elektromagnetische Strahlung relevant ist. Mit dieser Spezialisierung vereinfachen sich die Ausdrücke für die elektrische und magnetische Feldstärke (siehe Nolting im Limes {\displaystyle \beta =0}). Für das Magnetfeld gilt
{\displaystyle {\vec {B}}={\frac {\mu _{0}q}{4\pi c|{\vec {r}}-{\vec {R}}_{\mathrm {ret} }|}}\left({\ddot {\vec {R}}}\times {\vec {n}}\right)_{\mathrm {ret} }}
Die elektrische Feldstärke folgt daraus mit einer allgemeinen Relation für Felder in der Fernzone
{\displaystyle {\vec {E}}=c{\vec {B}}\times {\vec {n}}}
Damit ist die ins Unendliche gehende Energiestromdichte (Poynting-Vektor) im Abstand {\displaystyle r} betragsmäßig gleich
{\displaystyle S={\frac {1}{\mu _{0}}}|{\vec {E}}\times {\vec {B}}|={\frac {\mu _{0}q^{2}}{16\pi ^{2}cr^{2}}}\,\left|{\ddot {\vec {R}}}\right|^{2}\,\sin ^{2}\!\vartheta }
wobei {\displaystyle \vartheta \!\,} der Winkel zwischen dem Beschleunigungsvektor und der Beobachtungsrichtung ist. Den Energiestrom  pro Raumwinkel erhält man durch Weglassen des {\displaystyle r^{2}} im Nenner.
Herleitung des B-Feldes: Die Teilchengeschwindigkeit soll klein gegenüber der Lichtgeschwindigkeit sein, so dass alle Terme vernachlässigt werden können, die im Ergebnis einen Faktor {\displaystyle {\dot {R}}/c} enthalten. Wenn Ableitungen nach {\displaystyle x,y,z,t} auf die retardierte Zeit wirken, braucht deswegen der Teilchenort nicht mitdifferenziert zu werden. Damit gilt näherungsweise
{\displaystyle {\frac {\partial }{\partial t}}t_{\mathrm {ret} }=1\qquad \qquad \operatorname {grad} \,t_{\mathrm {ret} }=-{\frac {1}{c}}\operatorname {grad} \,|{\vec {r}}-{\vec {R}}_{\mathrm {ret} }|=-{\frac {\vec {n}}{c}}}
Bei Ableitungen des Vektorpotentials darf der Faktor {\displaystyle {\dot {R}}/c} nicht stehenbleiben; also muss überhaupt nur dieser Faktor differenziert werden. Für das Magnetfeld erhält man so
{\displaystyle {\vec {B}}=\operatorname {rot} \,{\vec {A}}={\frac {\Phi }{c^{2}}}\,\operatorname {rot} \,{\dot {\vec {R}}}(t_{\mathrm {ret} })={\frac {\Phi }{c^{2}}}\,\operatorname {grad} \,t_{\mathrm {ret} }\times {\ddot {\vec {R}}}=-{\frac {\mu _{0}q}{4\pi c|{\vec {r}}-{\vec {R}}_{\mathrm {ret} }|}}\,{\vec {n}}\times {\ddot {\vec {R}}}}
wobei eine Kettenregel für die Rotation benutzt wurde. Außerdem wurde {\displaystyle c^{2}=1/\varepsilon _{0}\mu _{0}} benutzt.